# چهارحلقه‌ای

داکسی‌سایکلین، یک آنتی بیوتیک چهار‌حقله‌ای است.

میرتازاپین، یک داروی ضدافسردگی چهار‌حقله‌ای است.

چهارحلقه‌ای‌ها یا تتراسایکلیک‌ها ترکیبات شیمیایی حلقوی هستند که شامل چهار حلقه جوش‌خورده به هم می باشند، به عنوان مثال می توان به باز تروگر اشاره کرد.
برخی از ترکیبات سه‌حلقه‌ای دارای سه حلقه جوش‌خورده و یک حلقه متصل (که توسط یک پیوند به هسته اصلی متصل می شوند) نیز می توانند به عنوان چهارحلقه‌ای طبقه‌بندی شوند، برای مثال می توان به سیکلازیندول اشاره کرد.
برخی از این ترکیبات کاربردهای دارویی مختلفی دارند، مانند:
- آنتی‌بیوتیک‌های تتراسایکلین
  - داکسی سایکلین
  - تیگسایکلین
  - اوماداسایکلین
  - اراواسایکلین
- داروهای ضدافسردگی چهارحلقه‌ای
  - بنزوکتامین
  - لوکساپین
  - مازیندول
  - میانسرین
  - میرتازاپین[۲]

## همچنین ببینید
- سه‌حلقه‌ای
- ترکیب ناجورحلقه